# Spoorlijn 's-Heer Arendskerke - Vlissingen Sloehaven
De Oude Sloelijn was een goederenspoorweg die de spoorlijn Roosendaal - Vlissingen verbond met het havengebied Vlissingen-Oost (Sloegebied). De oude Sloelijn werd in 1966 geopend, gebruikmakend van een deel van het traject van de voormalige tramlijn Goes - Hoedekenskerke - Goes die in 1927 was aangelegd door de Spoorweg-Maatschappij Zuid-Beveland.
Met de aanleg van de Nieuwe Sloelijn werd de oude lijn overbodig. Daarom is de spoorlijn sinds februari 2009 opgebroken, en daarna veranderd in een openbaar pad, toegankelijk  voor voetgangers, fietsers en ruiters.

## Zie ook

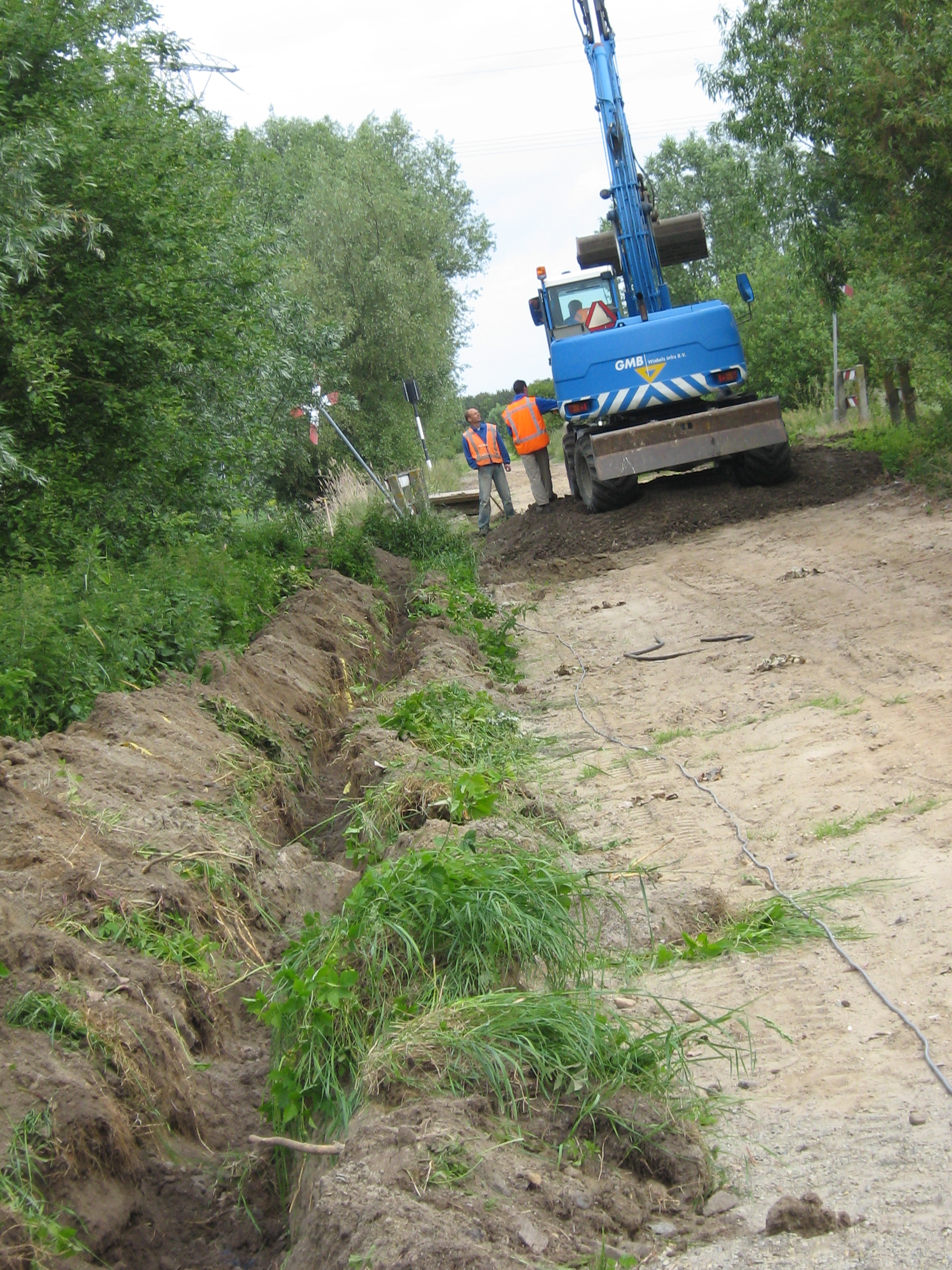
Opbreken oude Sloelijn in 2009